# Ness (mitologia irlandese)
Ness, o Nessa, è una principessa dell'Ulster e madre di Conchobar mac Nessa nel Ciclo dell'Ulster della mitologia irlandese.
Era figlia di Eochaid Sálbuide, re dell'Ulster. Secondo una versione della leggenda, Ness concepì Conchobar col druido Cathbad. In un'altra versione, Ness fu allevata da dodici padri adottivi. Cathbad, che era un guerriero, guidò una banda di 27 uomini prima di diventare un druido, guidando un raid contro la casa dei padri adottivi di Ness, uccidendoli tutti. Ness giurò vendetta e divenne lei stessa una guerriera, guidando così la sua propria banda di 27 uomini per cercare il colpevole. Tuttavia, un giorno, Cathbad la sorprese mentre si faceva un bagno e la chiese in moglie. Senza le sue armi, lei fu costretta ad accettare. I due si sposarono e lei diede alla luce Conchobar, che Cathbad allevò come suo figlio, sebbene fosse in realtà figlio dell'amante di Ness, Fachtna Fáthach, il re supremo d'Irlanda. 
Quando Conchobar aveva sette anni, Fergus mac Róich, re dell'Ulster, si innamorò di Ness. Lei accettò di sposarlo, a patto che lui rinunciasse al potere per un anno a favore di Conchobar, così che costui potesse definirsi figlio di un re. Fergus, consultati i suoi nobili, accettò. Ma al termine dell'anno pattuito gli uomini dell'Ulster non vollero più Fergus perché Conchobar, era stato così munifico da accattivarseli. E così egli tenne il potere. 
Ness, dall'incesto con Conchobar, diede alla luce Cormac Cond Longas.